# 出血
出血（hemorrhage，bleeding）或失血（blood loss），是血液从血管或心腔内逸出至组织间隙、体腔内或体外的现象。出血是一種常見的臨床表現，可發生於全身各處組織或器官:前言3。逸出的血液流出体外称外出血（external hemorrhage）；进入器官、组织或体腔称内出血（internal hemorrhage）。

## 分类
根据出血原因可分为两种：心脏或血管壁破裂的出血称为破裂性出血；毛细血管和细静脉壁通透性增高的出血称为漏出性出血。
根据出血部位又可分为两种：內出血是血液從血管流到血管外的體內；外出血是血液從血管通過身體表面的傷口流到體外，亦包括通過身體本來已有的開口諸如口、鼻、耳、尿道、陰道、或肛門流出血液。

## 出血量
出血量（失血量）及其速率，是威胁生命的关键因素：
- 失血总量：若超过20%以上，会出现休克症状。
- 失血速率：几分钟内急性出血1000mL，生命会受到威胁；但十几小时内慢性出血2000mL，不一定引起死亡。

## 危害
急性大出血的出血量达全身血量的三分之一，血压急剧下降，可以导致出血性休克；慢性少量出血，如钩虫病、痔疮出血，可以引起贫血；出血也能够引起局部组织破坏和功能障碍，如大脑内囊出血可以引起对侧肢体偏瘫，视网膜出血引起失明。
一般來說，一個健康的人可以承受失去全身血液的10至15%而不產生嚴重問題，例如每次捐血一般會取去捐血者血容量的8至10%。

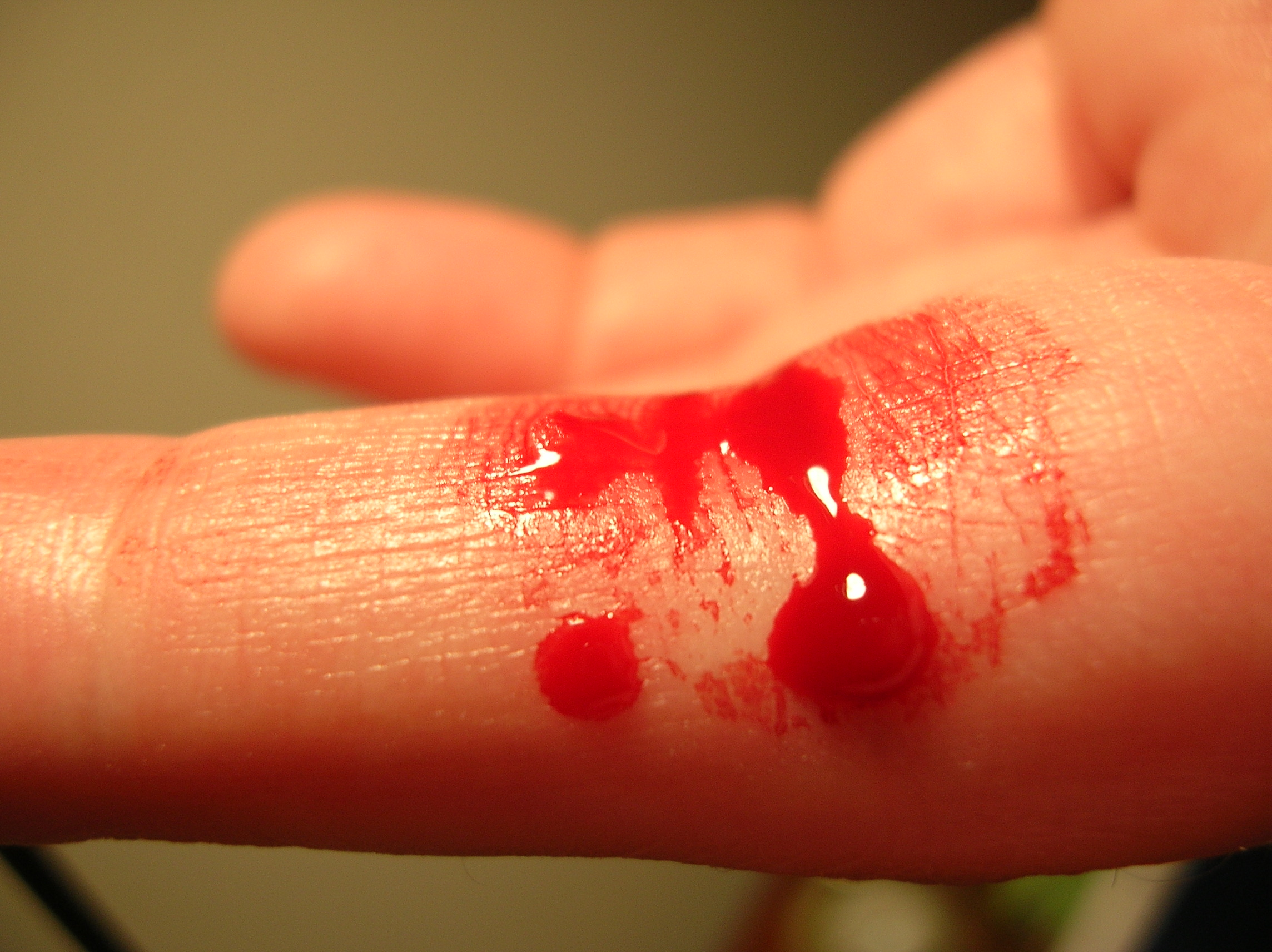
流血

如果出血引致血容量減少對身體是危險的，嚴重時可以致死。這時候身體內的一些機制會試圖維持體內平衡。
若干疾病或身體狀況，諸如血友病及血小板減少症，會增加出血的風險或使本來屬於輕微的出血變得危險。抗凝血藥諸如華法林也會增加出血的風險。

## 出血的分類

### 動脈出血
出血速度快，且很難控制，如果不及時處理容易失血過多而死亡，常見於猛獸咬傷、嚴重切割傷。

### 靜脈出血
出血速度比動脈出血慢，且容易控制，常見於切割傷。

### 微血管出血
出血速度慢，會慢慢形成血塊，常見於擦傷。